# Livramento de Nossa Senhora
Livramento de Nossa Senhora è un comune del Brasile nello Stato di Bahia, parte della mesoregione del Centro-Sul Baiano e della microregione di Livramento do Brumado. Sul suo territorio è stato scoperto un sito archeologico denominato Ingrejil.